# Mario Sosa
Mario Sosa (ur. 1910, zm. ?) – kubański piłkarz, reprezentant kraju. Podczas kariery występował na pozycji napastnika.

## Kariera klubowa
Podczas kariery piłkarskiej Mario Sosa występował w klubie Iberia Havana.

## Kariera reprezentacyjna
Mario Sosa występował w reprezentacji Kuby w latach trzydziestych. W 1938 roku uczestniczył w mistrzostwach świata. Na mundialu we Francji wystąpił we dwóch meczach,zremisowanym 3-3 spotkaniu I rundy z Rumunią oraz przegranym 0-8 meczu ćwierćfinałowym ze Szwecją.